# Васа Јовановић Чича
Васа Јовановић Чича (1827-1900) био је официр аустријске војске и добротвор Српске православне велике гимназије новосадске у  Новом Саду.

## Биографија
Васа Јовановић рођен је у Гардиновцима из Шајкашке, 12. марта 1827. године. Основну немачку школу завршио је у Тителу. Након школовања постао је официр аустријске војске, где постаје потпоручник. Касније напушта војску и посвећује се привредним пословима. Дана  12. новембра 1851. године оженио се Аном Јованов. Породица се преселила у Нови Сад. Свестан значаја Српске православне велике гимназије, поклања школи 125 јутара ораница у тителском крају.
Васа је преминуо 1900. године и сахрањен је на Алмашком гробљу у Новом Саду. Његов споменик је један од тридесет споменика на овом гробљу који су заштићени као посебни споменици културе.